# Banda San Manuel d'Indis de Missió
La Banda San Manuel d'Indis de Missió és una tribu reconeguda federalment dels amerindis serrano al comtat de San Bernardino. Els membres de la banda pertanyen al clan Yuhaviatam dels serrano, qui tradicionalment havien viscut a les Muntanyes de San Bernardino. L'altra tribu serrano és la Banda Morongo d'Indis de Missió.

## Govern

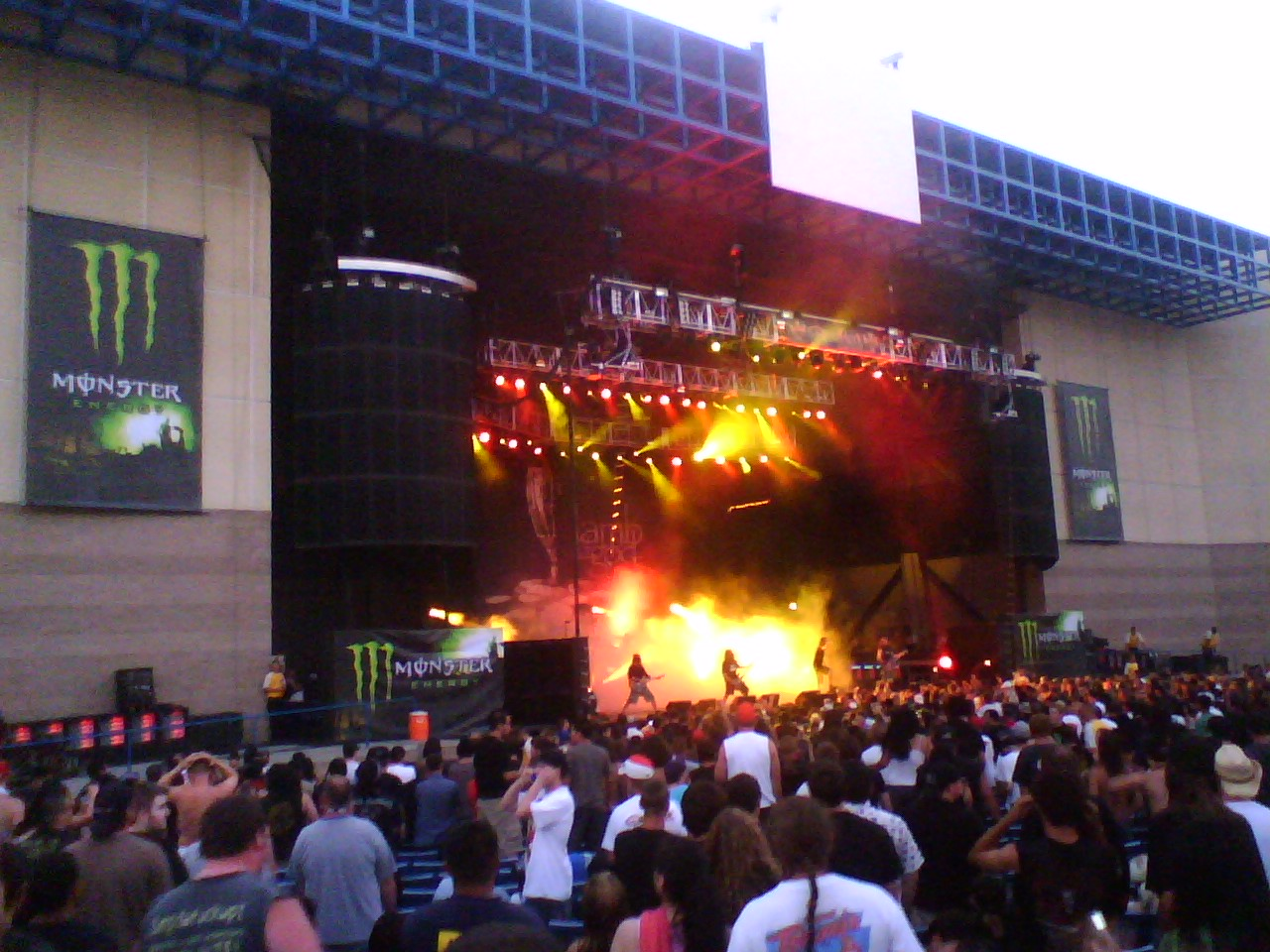
Lamb of God tocant a l'Ozzfest al San Manuel Amphitheater a Devore, 2007

La banda San Manuel d'Indis de Missió té la seu a Patton (Califòrnia). La tribu està regida per un govern elegit democràticament de set persones que formen un consell tribal, i l'actual cap tribal és Carla Rodriguez.

## Reserva
La Reserva San Manuel (34° 09′ 23″ N, 117° 13′ 03″ O / 34.15639°N,117.21750°O) és una reserva índia reconeguda federalment al comtat de San Bernardino. Originalment tenia una extensió de 658 acres, però s'ha expandit a 800 acres. Establerta en 1891, la reserva rep el seu nom de Santos Manuel, un prominent líder tribal.

## Desenvolupament econòmic
La banda San Manuel dona treball a 3.000 persones i és un dels principals empleadors a la regió d'Inland Empire de Califòrnia. Posseeixen i gestionen el Bingo i Casino San Manuel Indian, Serrano Buffet, The Pines, SportsWatch Grill, Tutu's Food Court, i Snack Shack, tots a Highland (Califòrnia). També financen el San Manuel Amphitheater, situat vora Devore (Califòrnia).